# Чемпіонат США із шахів
Чемпіонат США з шахів — це національний шаховий турнр США, де виявляється кращий гравець цієї держави. Вперше турнір, який був схожий на чемпіонат США, було проведено у 1845 році. Це був матч між Чарлзом Стенлі та Еженом Россо, в якому перемогу святкував Стенлі. З 1936 року чемпіонат США почав проводитися під егідою Шахової Федерації Америки. На даний момент чемпіонат США є найстаршим національним чемпіонатом в історії шахів.

## Чемпіони США у 1845-1891
| Роки      | Чемпіон              | Примітки                                                       |
| --------- | -------------------- | -------------------------------------------------------------- |
| 1845—1857 | Чарлз Генрі Стенлі   | Переміг Ежена Россо у матчі (1845)                             |
| 1857—1871 | Пол Морфі            | Переміг у першому Американському шаховому конгресі (1857)      |
| 1871—1891 | Джордж Генрі Макензі | Переможець 2-го, 3-го та 5-го Американського шахового конгресу |

## Матчі за звання чемпіона США
Джордж Макензі помер у квітні 1891 року, в рік потому Джексон Шовальтер, Семюель Ліпшуц та Макс Джадд були запрошені на проведення між собою матч-турніру за звання чемпіона США. Ліпшуц відмовився від участі, через що Шовальтер та Джадд зіграли між собою. Першим матчевим чемпіоном США став Джексон Шовальтер.
| № | Роки    | Чемпіон           | Результат | Фіналіст          | Примітки                                                |
| - | ------- | ----------------- | --------- | ----------------- | ------------------------------------------------------- |
| 1 | 1891-92 | Джексон Шовальтер | +7-4=3    | Макс Джадд        | Джадд не з'явився на останню партію матчу через хворобу |
| 2 | 1892    | Семюель Ліпшуц    | +7-1=7    | Джексон Шовальтер |                                                         |
| 3 | 1894    | Джексон Шовальтер | +7-6=4    | Альберт Ходжес    |                                                         |

| Кінь | Це незавершена стаття з шахів. Ви можете допомогти проєкту, виправивши або дописавши її. |

1. ↑  FISCHER, SMYSLOV PLAY IN DEADLOOK; American and Russian Draw in 7th-Round Adjourned Game of Chess Event. The New York Times (амер.). 20 вересня 1959. ISSN 0362-4331. Процитовано 22 серпня 2021.